# Paraluteres arqat
Paraluteres arqat là một loài cá biển thuộc chi Paraluteres trong họ Cá bò giấy. Loài này được mô tả lần đầu tiên vào năm 1953.

## Từ nguyên
Từ định danh arqat bắt nguồn từ tiếng Ả Rập có nghĩa là "lốm đốm", hàm ý đề cập đến các chấm màu xanh óng phủ khắp phần thân trên và cuống đuôi của loài cá này.

## Phạm vi phân bố và môi trường sống
P. arqat là một loài đặc hữu của Biển Đỏ, với mẫu định danh được thu thập ở ngoài khơi Hurghada (tỉnh Biển Đỏ, Ai Cập).
P. arqat được tìm thấy ở độ sâu đến ít nhất là 50 m.

## Mô tả
P. arqat là một loài bắt chước kiểu hình của cá nóc Canthigaster margaritata, tương tự như loài họ hàng Paraluteres prionurus bắt chước Canthigaster valentini. Phần thân trên của P. arqat sẫm nâu với rất nhiều chấm màu xanh óng (thân dưới và bụng màu trắng); trán và vùng trước mắt có các sọc ngắn màu xanh tương tự.
Nhìn chung, các loài Paraluteres có thể phân biệt được với Canthigaster nếu vây lưng của Paraluteres căng rộng ra, do bình thường Paraluteres sẽ gập vây lưng thứ nhất lại để trông giống với Canthigaster. (vây lưng của Canthigaster nhỏ hơn nhiều so với Paraluteres); ngoài ra, Paraluteres đực còn có thêm 2 cặp ngạnh ở mỗi bên cuống đuôi.
Do những loài săn mồi thường né tránh những loài có độc nên nhiều loài cá đã bắt chước kiểu hình của cá nóc để đánh lừa kẻ săn mồi, tăng cơ hội sống sót cho chúng, gọi là bắt chước kiểu Bates.